# Trichopsis
Trichopsis Canestrini, 1860, è un genere di pesci d'acqua dolce appartenenti alla famiglia Osphronemidae, sottofamiglia Macropodusinae.

## Specie
- Trichopsis pumila
- Trichopsis schalleri
- Trichopsis vittata